# Denise Turrel
Pour les articles homonymes, voir Turrel.
Denise Turrel, née en 1951, est une historienne moderniste française, spécialiste du XVIe siècle. Elle publie d'abord des travaux de démographie historique avant de se consacrer à l'histoire des couleurs et des symboles.

## Biographie

### Carrière
Denise Turrel naît en 1951. Elle est successivement maître de conférences à l'université de Tours puis professeur des universités à l'université de Poitiers.

### Démographie historique
En 1973, Denise Turrel consacre son mémoire de maîtrise à l'étude de la population de Pont-de-Vaux au XVIe siècle. Ce travail est l'une des rares monographies de démographie historique sur cette période, pour laquelle les sources sont très peu nombreuses.
Sa thèse de troisième cycle, dirigée par Pierre Goubert à l'université de Paris-I, est consacrée à la population de Bourg-en-Bresse au XVIe siècle à travers l'étude des registres paroissiaux, conservés dans cette ville depuis le début du XVIe siècle, et d'autres sources. Denise Turrel la soutient en 1980. Ce travail est publié en 1986 et Jean Jacquart en résume les enjeux : « Le travail de D. Turrel est important. Il ajoute à notre connaissance du XVIe siècle non seulement sur le plan de la démographie, mais également sur ceux de l'histoire urbaine et des rapports entre ville et campagne. ».

### Couleurs et symboles
En 2001, Denise Turrel consacre sa thèse d'habilitation à la construction des signes identitaires dans la société française des XVIe et XVIIe siècles. Elle en tire un livre publié en 2005, intitulé Le Blanc de France, qui traite de l'usage politique de la couleur blanche, et en particulier de l'écharpe blanche en France au XVIe siècle. Elle y montre comment le blanc, couleur des huguenots, devient la couleur du roi de France. Patrick Cabanel souligne que « cet ouvrage s'inscrit dans le renouveau d'intérêt pour les significations et l'histoire des couleurs ». Selon Robert Descimon, il s'agit d'un « beau livre d’histoire de la symbolique politique ». Annie Duprat y voit « un travail original, mené avec érudition et conviction ».
En 2008, Denise Turrel codirige la publication d'un ouvrage sur Signes et couleurs des identités politiques, issu d'un colloque organisé à Poitiers l'année précédente. Selon la critique, ce livre « est novateur et ouvre des perspectives fort prometteuses. ».
Elle codirige également la publication, en 2013, d'un ouvrage collectif consacré aux couleurs orange et verte. Philippe Buton juge ce livre globalement décevant, même s'il souligne l'intérêt de la contribution de Denise Turrel.

### Autres études
Denise Turrel dirige différents volumes collectifs, consacrés au rattachement de la Bresse à la France par le traité de Lyon de 1601, à l'histoire des villes, et aux routes du savoir,. 
Selon Michel Cassan, Denise Turrel, en dirigeant la publication d'une édition critique de L'Histoire de France de Lancelot Voisin de La Popelinière, participe de « la (re) découverte de La Popelinière ».

## Principales publications

### Ouvrages personnels
- Bourg-en-Bresse au 16e siècle : les hommes et la ville (préf. Pierre Goubert), Paris, Société de démographie historique, coll. « Cahiers des Annales de démographie historique » (no 3), 1986, 290 p.[4],[17].
- Le Blanc de France : La construction des signes identitaires pendant les guerres de Religion (1562-1629), Genève, Librairie Droz, coll. « Travaux d'humanisme et renaissance » (no 396), 2005, 256 p. (ISBN 9782600009812, présentation en ligne)[7],[8],[18],[6],[19],[5],[20],[21].

### Ouvrages collectifs
- Denise Turrel (dir.), Regards sur les sociétés modernes, XVIe – XVIIIe siècles : Mélanges offerts à Claude Petitfrère, Tours, Publications de l’Université de Tours, coll. « Centre d'Histoire de la ville moderne et contemporaine », 1997, 468 p.[22],[23].
- Denise Turrel (dir.), Le Traité de Lyon (1601) : Cahiers d'histoire, 46-2, 2001, 2001 (ISSN 0008-008X, DOI 10.4000/ch.472, lire en ligne).
- Denise Turrel (dir.), Villes rattachées, villes reconfigurées : XVIe – XXe siècles, Tours, Presses universitaires François-Rabelais, coll. « Perspectives historiques » (no 4), 2003, 434 p. (ISBN 9782869063303, lire en ligne)[12],[13].
- Denise Turrel, Martin Aurell, Christine Manigand, Jérôme Grévy, Laurent Hablot et Catalina Girbea (dir.), Signes et couleurs des identités politiques du Moyen Âge à nos jours, Rennes, Presses universitaires de Rennes, 2008, 537 p. (ISBN 978-2-7535-0641-1, présentation en ligne)[24],[9],[25].
- Jean Hiernard, Denise Turrel et Yannis Delmas-Rigoutsos (dir.), Les routes européennes du savoir : Vita peregrinatio, fin du Moyen Âge-XVIIe siècle, Paris, Les Indes savantes, 2011, 343 p. (ISBN 978-2-84654-269-2)[14],[15].
- Denise Turrel (dir.), Véronique Larcade, Pascal Rambeau et Thierry Rentet (édition critique), Henri Lancelot Voisin de La Popelinière, L’Histoire de France : Tome premier 1517-1558, Genève, Droz, coll. « Travaux d’Humanisme et Renaissance » (no 488), 2011, 590 p. (ISBN 978-2-600-01446-5, lire en ligne )[16],[26].
- Jérôme Grévy, Christine Manigand et Denise Turrel (dir.), Vert et orange. Deux couleurs à travers l’histoire, Limoges, Presses universitaires de Limoges, 2013, 226 p. (ISBN 978-2842875947)[10].
- Denise Turrel (dir.), Jean-Claude Laborie, Benoist Pierre et Pierre-Jean Souriac (édition critique), Lancelot Voisin de La Popelinière, L’Histoire de France : Tome II 1558-1560, Genève, Droz, coll. « Travaux d’Humanisme et Renaissance » (no 555), 2016, 529 p. (ISBN 978-2-600-01940-8, lire en ligne )[27],[28].
- Denise Turrel (dir.), Paul-Alexis Mellet, Odette Turias et Pierre-Jean Souriac (édition critique), Lancelot Voisin de La Popelinière, L’Histoire de France : Tome III 1561-1562, Genève, Droz, coll. « Travaux d’Humanisme et Renaissance » (no 555), 2019, 539 p. (ISBN 978-2-600-05903-9, lire en ligne )[28].
- Janine Cels-Saint-Hilaire et Denise Turrel, Nicolas Fouquet et le roi : Les décors de Vaux-le-Vicomte, Paris, l'Harmattan, coll. « Histoire, textes, sociétés », 2024, 158 p. (ISBN 978-2-336-46972-0).